# Bematistes
Bematistes is een Afrotropisch geslacht van vlinders van de familie van de Nymphalidae uit de onderfamilie van de Heliconiinae.

## Soorten
- Bematistes adrasta (Weymer, 1892)
- Bematistes aganice (Hewitson, 1852)
- Bematistes alcinoe (C. & R. Felder, 1865)
- Bematistes bakundu (Bernaud, 2021)
- Bematistes bana (Pierre & Bernaud, 2012)
- Bematistes consanguinea (Aurivillius, 1893}
- Bematistes dewitzi (Staudinger, 1896)
- Bematistes dimonika (Bernaud, 2021)
- Bematistes ducarmei (Bernaud & Pierre, 2012)
- Bematistes elongata (Butler, 1874}
- Bematistes epaea (Cramer, 1779}
- Bematistes epiprotea (Butler, 1874}
- Bematistes epitellus (Staudinger, 1896)
- Bematistes excisa (Butler, 1874}
- Bematistes formosa (Butler, 1874}
- Bematistes indentata (Butler, 1895}
- Bematistes kivuana (Jordan, 1910)
- Bematistes kivuensis (Joicey & Talbot, 1927)
- Bematistes leopoldina (Aurivillius, 1895}
- Bematistes lequeuxi (Bernaud & Pierre, 2012)
- Bematistes macaria (Fabricius, 1793}
- Bematistes macarista (Sharpe, 1906}
- Bematistes melina (Thurau, 1903)
- Bematistes obliqua (Aurivillius, 1913}
- Bematistes parageum (Grose-Smith, 1900}
- Bematistes persanguinea (Rebel, 1914}
- Bematistes poggei (Dewitz, 1879)
- Bematistes pseudeuryta (Godman & Salvin, 1890)
- Bematistes quadricolor (Rogenhofer, 1891}
- Bematistes sartina (Jordan, 1910)
- Bematistes scalivittata (Butler, 1896}
- Bematistes schubotzi (Grünberg, 1911}
- Bematistes tellus (Aurivillius, 1893}
- Bematistes umbra (Drury, 1782}
- Bematistes vestalis (C. & R. Felder, 1865)